# Chaptalia rotundifolia
Chaptalia rotundifolia là một loài thực vật có hoa trong họ Cúc. Loài này được D.Don mô tả khoa học đầu tiên năm 1830.